# William Atkinson (homme politique britanno-colombien)
Pour les articles homonymes, voir William Atkinson et Atkinson.
William Atkinson (4 septembre 1868-1er février 1939) est un homme politique canadien de la Colombie-Britannique. Il est député provincial conservateur de la circonscription britanno-colombienne de Chilliwack de 1928 à 1933.
Il siège au cabinet du premier ministre Simon Fraser Tolmie au poste de ministre de l'Agriculture d'août 1928 à mai 1933.

## Biographie
Né à Whitby en Ontario, Atkinson étudie à Seaforth dans la même province.
Atkinson meurt à Chilliwack en février 1939 à l'âge de 70 ans.